# Reparje
Reparje je naselje u slovenskoj Općini Cerknici. Reparje se nalazi u pokrajini Notranjskoj i statističkoj regiji Notranjsko-kraškoj. 

## Stanovništvo
Prema popisu stanovništva iz 2002. godine naselje je imalo 13 stanovnika.